# Sami Mettovaara
Sami Mettovaara, född 28 juli 1969 i Uleåborg, är en finländsk före detta professionell ishockeyspelare (center).